# Adult World
Adult World és una comèdia estatunidenca del 2014 dirigida per Scott Coffey i escrita per Andy Cochran.

## Argument
Una jove que s'acaba de graduar a la universitat i somnia a convertir-se en una gran poeta. Les coses, però, no surten com les havia planejat i acaba treballant en una botiga porno.

## Repartiment
- Emma Roberts
- Evan Peters EL MAS GUAPO
- John Cusack
- Armando Riesco
- Shannon Woodward
- Chris Riggi
- Scot Coffey
- Cloris Leachman
- John Cullum
- Catherine Lloyd Burns